# Dig Him!
Dig Him! è un album di Gene Ammons e Sonny Stitt, pubblicato dalla Argo Records nel 1962. I brani furono registrati il 26 agosto 1961 a Chicago (Illinois).

## Tracce
Lato A
1. Red Sails in the Sunset – 4:16 (Jimmy Kennedy, Hugh Williams)
2. But Not for Me – 4:14 (George Gershwin, Ira Gershwin)
3. A Pair of Red Boots – 5:04 (Sonny Stitt)
4. We'll Be Together Again – 4:29 (Carl Fischer, Frankie Laine)
5. A Mess – 3:17 (Sonny Stitt)

Lato B
1. New Blues Up and Down – 3:54 (Gene Ammons, Sonny Stitt)
2. My Foolish Heart – 5:00 (Ned Washington, Victor Young)
3. Headin' West – 2:34 (Gene Ammons)
4. Autumn Leaves – 4:06 (Joseph Kosma, Johnny Mercer, Jacques Prévert)
5. Time on My Hands – 3:51 (Harold Adamson, Mack Gordon, Vincent Youmans)

## Musicisti
- Gene Ammons - sassofono tenore
- Sonny Stitt - sassofono alto, sassofono tenore
- John Houston - pianoforte
- Buster Williams - contrabbasso
- George Brown - batteria